# Omonville-la-Rogue
Omonville-la-Rogue település Franciaországban, Manche megyében. Lakosainak száma 471 fő (2018. január 1.). Omonville-la-Rogue Beaumont-Hague, Digulleville és Éculleville községekkel határos.

## Népesség
A település népességének változása:
| Lakosok száma | 285  | 306  | 334  | 511  | 520  | 513  | 493  | 490  | 492  | 471  |
|               | 1968 | 1975 | 1982 | 1990 | 1999 | 2011 | 2013 | 2015 | 2017 | 2018 |